# 黃慶榮
黃慶榮是台灣獸醫師、動保人士，前中華民國保護動物協會秘書長。

## 生平
1999年進入中華民國保護動物協會服務，自2002年起擔任該協會之秘書長，任內推動「您領我養」、「狗來富」、「寵物食物銀行」等計畫。
2021年，與簡余晏共同主持只談動保的廣播節目《動保大小事》，在寶島聯播網播出。